# Apollon Musagète Quartett
Das Apollon Musagète Quartett (abgekürzt: AMQ) ist ein polnisches Streichquartett, das 2006 in Wien gegründet wurde und 2008 international bekannt wurde, als es den ARD-Musikwettbewerb in der Kategorie Streichquartett gewann. Das Ensemble spielt die gängige Quartettliteratur von Johann Sebastian Bach bis in die Moderne, mit besonderer Berücksichtigung polnischer Musik.

## Mitglieder
- Paweł Zalejski – Violine
- Bartosz Zachłod – Violine
- Piotr Szumieł – Viola
- Piotr Skweres – Cello

## Name und Ausbildung
Das Quartett benannte sich nach dem griechischen Gott Apollon, dem Beschützer der Künste und „Führer der Musen“ (griechisch Apollon musagetes, französisch Apollon musagète). Eine Ballettkomposition von Igor Strawinsky trägt ebenfalls den Namen Apollon musagète.
Das Apollon Musagète Quartett studierte bei Johannes Meissl an der Universität für Musik und darstellende Kunst Wien sowie an der European Chamber Music Academy. Zu weiteren Mentoren des Ensembles gehörten die Mitglieder des Alban Berg Quartetts.

## Aktivitäten

### Konzerte
Das Ensemble debütierte im Wiener Musikverein (2009), im Großen Saal der Berliner Philharmonie (2010), im Concertgebouw in Amsterdam (2011) sowie in der New Yorker Carnegie Hall (2012).
Das Quartett tritt regelmäßig bei prominenten Kammermusikzyklen in der ganzen Welt auf, spielt auch in erweiterten Kammermusikformationen u. a. mit Gabriela Montero, Martin Fröst, Jörg Widmann, Angelika Kirchschlager, Alexander Lonquich. Darüber hinaus kooperierte das Ensemble mit der BBC Symphony Orchestra, der Dresdner Philharmonie, den Heidelberger Philharmonikern, dem Breslauer Kammerorchester Leopoldinum und anderen Klangkörpern bei Aufführungen von Werken für Streichquartett und Orchester.
Im Crossover-Bereich arbeitete das Ensemble intensiv mit Tori Amos zusammen, die das Quartett 2011 zur Mitwirkung an ihrem bei der Deutschen Grammophon herausgegebenen Album Night of Hunters und der anschließenden Europa- und Amerika-Konzerttour einlud.

### Diskografie
- Multitude, Decca Records, Universal Music Polska[4]
- OehmsClassics debut, Oehms Classics
- Russian Soul, Oehms Classics

Mitwirkung bei Alben anderer Künstler:
- Night of Hunters von Tori Amos, Deutsche Grammophon
- Conjunctions – Synápsies von Konstantia Gourzi, NEOS
- 57. Musikwettbewerb der ARD, Preisträger des Jahres 2008, BR-Klassik (Memento vom 2. April 2015 im Internet Archive)

### Kompositionen
Kollektivkompositionen für Streichquartett vom Apollon Musagete Quartett:
- A Multitude of Shades für Streichquartett (Musikverlag Doblinger)[5]
- Multitude – Hommage à Witold Lutosławski (Musikverlag Doblinger)

## Auszeichnungen
- 2014 Borletti-Buitoni Trust Award[6]
- 2013 Paszport Polityki in der Kategorie ernste Musik
- 2012–14 BBC New Generation Artist[7]
- 2012 (Nov.) New Artist of the Month von Musical America Worldwide[8]
- 2010/11 Ernennung zu Rising Star durch die European Concert Hall Organisation
- 2010 Ö1 Pasticcio-Preis (Preis des Kultursenders Ö1 sowie der Zeitung Der Standard) für das OehmsClassics debut-Album[9]
- 2009 Młoda Polska – Förderpreis des Ministeriums für Kultur und nationales Erbe, Polen
- 2008, 2009 Esterházy Förderpreis
- 2008 1. Preis und drei Sonderpreise beim 57. Internationalen Musikwettbewerb der ARD
- 2008 1. Preis bei V.E. Rimbotti Competition in Florenz[10]
- 2007, 2008 Josef Windisch Preis
- 2007 Sonderpreis beim Internationalen Joseph Haydn Kammermusikwettbewerb in Wien
- 2007 Bartók-Preis und Playel-Preis der ISA